# Reina Sudamericana 1987
Miss Sudamérica 1987  fue un concurso de belleza que se llevó a cabo a fines de abril de dicho año en Cartagena de Indias (Colombia). Después de cuatro años de hegemonía venezolana, la representante local, 
María Patricia López Ruiz, se adjudicó la corona.

## Resultados
| Posición             | Candidata                           |
| -------------------- | ----------------------------------- |
| Miss Sudamérica 1987 | - Colombia - Patricia López Ruiz    |
| 1.ª Finalista        | - Uruguay - Victoria Zangaro Grosso |
| 2.ª Finalista        | - Venezuela - Inés María Calero     |
| 3.ª Finalista        | - Bolivia - Patricia Arce           |

### Premios especiales
| Premio especial | Candidata                           |
| --------------- | ----------------------------------- |
| Miss Amistad    | - Uruguay - Victoria Zangaro Grosso |
| Miss Fotogénica | - Bolivia - Patricia Arce           |

## Candidatas
Nueve candidatas compitieron por el título en 1987:
| País      | Candidata                          | Ciudad natal     |
| --------- | ---------------------------------- | ---------------- |
| Argentina | Carolina Paola Brachetti Blotta    | Buenos Aires     |
| Bolivia   | Patricia Hortensia Arce Rocabado   | Santa Cruz       |
| Chile     | Cecilia Carolina Bolocco Fonck     | Santiago         |
| Colombia  | María Patricia López Ruiz          | Buga             |
| Ecuador   | María del Pilar Barreiro Cucalón   | Quito            |
| Paraguay  | Tammy Elizabeth Ortigoza Sonneborn | Asunción         |
| Perú      | Jessica Patricia Newton Sáez       | Callao           |
| Uruguay   | María Victoria Zangaro Grosso      | Montevideo       |
| Venezuela | Inés María Calero Rodríguez        | Punta de Piedras |

- Datos: Q6104607